# Памидово
Памидово (болг. Памидово) — село в Болгарии. Находится в Пазарджикской области, входит в общину Лесичово. Население составляет 414 человек.

## Политическая ситуация
В местном кметстве Памидово, в состав которого входит Памидово, должность кмета (старосты) исполняет Трифон Иванов Николов (коалиция в составе 2 партий: Граждане за европейское развитие Болгарии (ГЕРБ), Союз демократических сил (СДС)) по результатам выборов правления кметства.
Кмет (мэр) общины Лесичово — Иван Ангелов Стоев (коалиция в составе 2 партий: Граждане за европейское развитие Болгарии (ГЕРБ), Союз демократических сил (СДС)) по результатам выборов в правление общины.